# Arachnothryx jurgensenii
Arachnothryx jurgensenii là một loài thực vật có hoa trong họ Thiến thảo. Loài này được (Hemsl.) Borhidi mô tả khoa học đầu tiên năm 1982.